# 行政職
行政職（ぎょうせいしょく）とは、日本の国家公務員・地方公務員の職種のうち、行政職俸給表・行政職給料表の適用を受けるものを指す。一般職（すなわち特別職以外）のうち、専門行政職・税務職・公安職・海事職・教育職・研究職・医療職・福祉職・専門スタッフ職・指定職を除く全ての職である。

## 定義
一般職の職員の給与に関する法律（一般職給与法）の行政職俸給表（一）または行政職俸給表（二）の適用を受ける国家公務員の職、各地方公共団体が制定した「一般職の職員の給与に関する条例」の行政職給料表（一）または行政職給料表（二）の適用を受ける地方公務員の職が行政職である。
行政職俸給表・給料表というときの「行政」とは、採用試験の区分にいう「行政」「法律」「経済」等とは関係なく、官公庁において一般的な行政事務に従事する職員の職に広く適用される俸給表であり、いわゆる事務職（事務官、事務職員（旧称、事務吏員））のほか、「土木」「農学」などの試験区分から採用される技術職（技官、技術職員（旧称、技術吏員））もここでいう行政職に含まれる。

## 採用・人事
行政職俸給表を適用される者の中では、採用時に合格した試験の区分が初任時の決定される当初の給与額を左右するほか、その後の異動や昇進に影響するシステムが取られているのが普通である。このため、同じ国または地方の機関に勤務し、同じ行政職に属する職員の間でも、試験採用時の種別によって機関内部で区別されている。
この試験区分は、試験科目と学歴や年齢によって分けられており、ごく一般化すると、国家公務員においては総合職(院卒程度)、総合職(大卒程度)、一般職(大卒程度)、一般職(高卒程度)、地方公務員においては上級・中級・初級という区分が行われている。国、地方どちらにおいても早い時期から困難な職務を担当させられることが多く、役職・給与などの昇進が早く、最終的に管理職などの上級ポストに達する可能性が高いのは大卒/院卒相当の総合職・一般職や上級であり、国家公務員においては、特に大卒の中でもごく少数の幹部候補生を採用するための試験区分である総合職合格者は「キャリア」と呼ばれる（これは機関によって様々な特殊事情や例外がある。詳しくはキャリアの項を参照）。